# Mid Londonderry (circonscription du Parlement d'Irlande du Nord)
Pour les articles homonymes, voir Mid Londonderry.
Mid Londonderry était une circonscription de comté comprenant la partie centrale du comté de Londonderry. Il a été créé en 1929, lorsque l'acte de 1929 sur la Chambre des communes a introduit les élections uninominales à un tour dans toute l'Irlande du Nord. C'était l'une des cinq circonscriptions uninominales remplaçant l'ancienne circonscription de cinq membres de Londonderry. La circonscription est restée inchangée, renvoyant un Membre du Parlement jusqu'à ce que le Parlement d'Irlande du Nord soit temporairement suspendu en 1972, puis officiellement aboli en 1973.
La circonscription était principalement rurale et comprenait des zones entre Coleraine, Limavady, Derry et Magherafelt.
Le siège a été détenu jusqu'en 1969 par des candidats du Parti nationaliste et a été rarement contesté.

## Membres du Parlement
| Élection | Élection   | Membre        | Parti                    |
| -------- | ---------- | ------------- | ------------------------ |
|          | MPs (1929) | George Leeke  | Parti nationaliste       |
| Vacant   |            |               |                          |
|          | MPs (1945) | Eddie McAteer | Parti nationaliste       |
|          | MPs (1953) | Paddy Gormley | Parti nationaliste       |
|          | MPs (1969) | Ivan Cooper   | nationaliste indépendant |

## Résultats des élections
Aux élections générales de 1929, 1933 et 1938 en Irlande du Nord, George Leeke est élu sans opposition.
Aux élections générales de 1945 et 1949 en Irlande du Nord, Eddie McAteer est élu sans opposition.
| Parti         | Parti               | Candidat            | Voix  | %    | ±       |
| ------------- | ------------------- | ------------------- | ----- | ---- | ------- |
|               | Nationalist         | Paddy Gormley       | 4,134 | 53,8 | N/A     |
|               | Anti-Partition      | T. B. Agnew         | 3,550 | 46,2 | Nouveau |
| Majorité      | Majorité            | Majorité            | 584   | 7,6  | N/A     |
| Participation | Participation       | Participation       | 7,684 | 48,6 | N/A     |
|               | Nationalist retenir | Nationalist retenir | Swing |      |         |

Aux élections générales de 1958, 1962 et 1965 en Irlande du Nord, Paddy Gormley est élu sans opposition.
| Parti         | Parti                                             | Candidat                                          | Voix   | %    | ±       |
| ------------- | ------------------------------------------------- | ------------------------------------------------- | ------ | ---- | ------- |
|               | Independent Nationalist                           | Ivan Cooper                                       | 6,056  | 45,1 | Nouveau |
|               | Ulster Unionist                                   | R. W. Shields                                     | 4,438  | 33,0 | New     |
|               | Nationalist                                       | Paddy Gormley                                     | 2,229  | 16,6 | N/A     |
|               | Travailliste républicain                          | J. O'Kane                                         | 709    | 5,3  | Nouveau |
| Majorité      | Majorité                                          | Majorité                                          | 1,618  | 12,1 | N/A     |
| Participation | Participation                                     | Participation                                     | 13,432 | 81,8 | N/A     |
|               | Independent Nationalist vainqueur sur Nationalist | Independent Nationalist vainqueur sur Nationalist | Swing  |      |         |

## Sources
- Northern Ireland Parliamentary Election Results 1921-1972, compiled and edited by Sydney Elliott (Political Reference Publications 1973)
- Résultats des élections du Parlement d'Irlande du Nord : Boroughs: Londonderry